# Station Gehrenseestraße
Gehrenseestraße is een station van S-Bahn van Berlijn, gelegen in het noordoosten van de stad. Het station werd geopend op 20 december 1984 en ligt langs de zogenaamde Außenring, een ringspoorweg die met een wijde boog om en deels door de Duitse hoofdstad loopt. Het S-Bahnstation bevindt zich in de zuidpunt van het Berlijnse stadsdeel Neu-Hohenschönhausen, maar bedient vooral wijken in Alt-Hohenschönhausen, gelegen aan de westzijde van het station. Het gebied ten oosten van station Gehrenseestraße wordt gedomineerd door industrie.
Station Gehrenseestraße ligt nabij de gelijknamige straat en bestaat uit een eilandperron met twee sporen. Er is één uitgang aan de zuidzijde van het perron, leidend naar de Gehrenseestraße, die de sporen op een viaduct kruist. Het station wordt bediend door S-Bahnlijn S75 (Warschauer Straße - Wartenberg); regionale treinen over de Außenring stoppen er niet.